# Graphenoxid

Struktur von Graphenoxid: Vacancy defect (Mitte) und functional defects. Carbonyle/Carboxyle finden sich nur an Rändern und Löchern. Hydroxyle, Schwefelsäureester, Peroxide und Endoperoxide finden sich primär am Gitter.

Graphenoxid (GO) ist ein kohlenstoffbasiertes 2D-Nanomaterial, das in der Regel durch die Reaktion von Graphit mit einem starken Oxidationsmittel und anschließender wässriger Aufarbeitung hergestellt wird. Es ist aus einem ausgedehnten hexagonalen Kohlenstoff-Grundgerüst aufgebaut, welches eine variable Menge an Punkt- und ausgedehnten Lochdefekten innerhalb der Kohlenstoff-Ebene besitzt. Dieses Kohlenstoffgitter ist auf beiden Seiten sowie dem Rand mit sauerstoffhaltigen funktionellen Gruppen dekoriert. Dieses Material ist ein vielversprechendes Ausgangsmaterial für die Massenherstellung von Graphen. Der Name Graphenoxid ist der Grundterminus für sämtliche monolagigen Graphen-Derivate mit sauerstoffhaltigen funktionellen Gruppen, während multilagiges Graphenoxid hingegen als Graphitoxid bezeichnet wird.

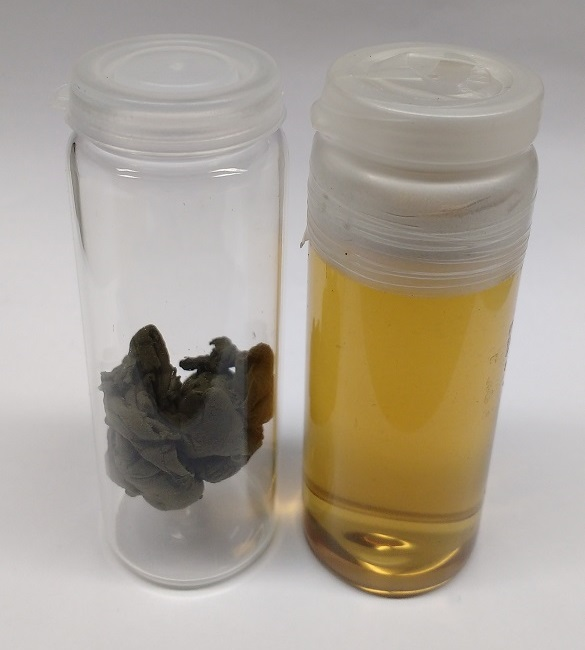
Links: gefriergetrocknetes Graphenoxid in einem 20-mL-Schnappglas (70 mg, leicht verdichtet), rechts: Suspension von Graphenoxid mit einer Konzentration von 0,1 mg/mL in Wasser

## Herstellung
Für die Herstellung von Graphenoxid aus Graphit gibt es aus historischen Gründen kein einheitliches Protokoll. Zwar sind die zugrunde liegenden Reaktionen zur Gewinnung der „Graphitsäure“ (Brodie 1859, Staudenmaier 1898, Charpy 1909 und Hofmann 1937) seit vielen Jahrzehnten bekannt, allerdings wurde die laminare Natur und somit die mögliche Exfoliation von Graphitoxid zu Graphenoxid erst weitaus später herausgefunden.  Die aktuell am meisten verwendete Methode der Darstellung basiert auf der Methode von William S. Hummers und Richard E. Offeman (1958), da diese einfach durchzuführen ist und relativ ungefährliche Chemikalien verwendet werden. Je nach Methode variieren die Ausbeute, der Funktionalisierungsgrad des sp2-Gitters, die Anzahl der eingeführten Lochdefekte und somit die letztendliche Qualität des erhaltenen Graphenoxids stark.
Zur Gewinnung wird im Allgemeinen zunächst fein gemahlener Graphit mit hoher Kristallinität in einer stark konzentrierten und oxidierend wirkenden Säure dispergiert. Meistens handelt es sich hierbei um Schwefelsäure, Salpetersäure oder Mischungen dieser – in seltenen Fällen um ortho-Phosphorsäure. Wichtig ist schon hier die Auswahl des richtigen Graphits, da sie einen maßgeblichen Einfluss auf die Qualität des am Ende erhaltenen Graphenoxids hat. Anschließend wird unter stetigem Rühren, teilweise unter Kühlung, ein weiteres Oxidationsmittel vorsichtig hinzugefügt (z. B. KMnO4, KClO3, (NH4)2S2O8, NaNO3). Die reaktive Spezies ist im Falle von Permanganat (Methode nach Hummers und Offeman) das durch seine Dehydratisierung in-situ gebildete Manganyl-Kation (MnO3+) bzw. Dimanganheptoxid.
Das Oxidationsmittel beginnt die einzelnen Graphenschichten bis zu einem theoretischen Ladungsmaximum von C30+ zu oxidieren, wobei zum Ladungsausgleich gleichzeitig Schwefelsäure und Hydrogensulfat-Anionen zwischen die Graphenlagen interkalieren. Es entsteht eine acceptor-type Graphit-Interkalationsverbindung als Intermediat (vgl. Lithium-Ionen-Batterie, donor-type). Der Schichtabstand erhöht sich durch den Prozess der Interkalation von 0,332 nm in Graphit auf ~ 0,9 nm in der Interkalationsverbindung. Eine anschließende wässrige Aufarbeitung führt zur Entstehung von Graphitoxid. Der genaue Mechanismus der Funktionalisierung ist komplex und trotz intensiver Forschung bislang nicht endgültig im Detail aufgeklärt. Das final erhaltene Graphitoxid kann schon in neutralen oder leicht alkalischen wässrigen Lösungen bei einem hinreichend hohen Funktionalisierungsgrad von selbst in Graphenoxid delaminieren. Dieser langsame Prozess kann allerdings durch Ultraschall, Kugelmühlen oder durch Jet-Kavitation beschleunigt werden. Nach weiteren Aufreinigungsschritten – gewöhnlich durch Zentrifugation oder Filtration – erhält man eine goldgelbe Dispersion von Graphenoxid in Wasser. Eine vorherige Zugabe von Wasserstoffperoxid dient der Transformation diverser unlöslicher Manganspezies in wasserlösliche Mn2+ Ionen und erleichtert somit die Aufreinigung.

## Struktur

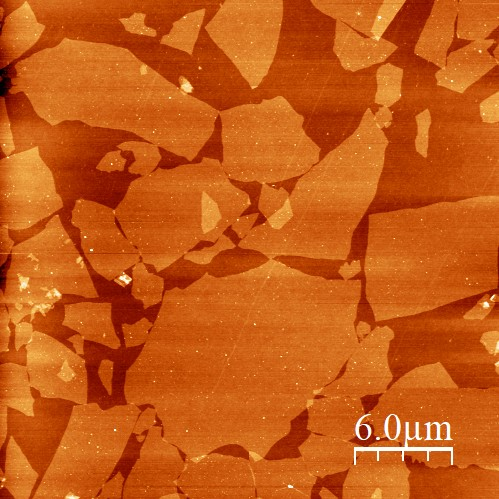
AFM-Aufnahme einiger Graphenoxid-Flocken auf 300 nm SiO_{2}/Si Substrat.

Die übergeordnete Struktur des Graphenoxids ist das Graphitoxid, aus dem es durch Delaminierung mit z. B. Ultraschall oder Kugelmühlen gewonnen wird. Die Partikelgröße der einzelnen Graphenoxid-Teilchen in einer Dispersion ist heterogen verteilt und hängt stark vom anfänglich verwendeten Graphit ab. Sie liegt nach der Herstellung üblicherweise im Bereich von wenigen Mikrometern, meist im Bereich von 5–20 μm und kann durch diverse Nachbehandlungstechniken im Nachhinein verringert werden.
Eine Monolage Graphenoxid besteht aus einem hexagonalen Kohlenstoff-Gerüst und ist beidseitig mit sauerstoffhaltigen funktionellen Gruppen dekoriert (on-plane functional groups), die durch Oxidation des Graphits eingeführt wurden. Je nach Syntheseprotokoll variiert die Zusammensetzung der funktionellen Gruppen teils drastisch, kann aber auf folgende Typen eingegrenzt werden: Hydroxyle (-OH), Epoxide (>O), Schwefelsäureester (-OSO3H) und Endoperoxide (>O2). Die Fernordnung der hexagonalen Grundstruktur wird durch vereinzelte Punktdefekte (vacancy defects), nicht-hexagonale Strukturmotive (z.B: Stone-Wales-Defekte) und ausgedehnte Löcher gestört, die entweder schon anfänglich im Graphit vorhanden waren oder später durch Überoxidation während der Synthese entstehen (Bildung von CO/CO2).  An diesen Stellen können zusätzliche Carbonyle (-C=O), Carboxyle (-CO2H) präsent sein und stellen sogenannte in-plane functional groups dar. Aufnahmen mit dem Atomkraftmikroskop zeigen, dass die Kohlenstofflagen durch Sauerstoffbindungen verformt werden sowie eine deutlich erhöhte Rauheit besitzen. Diese Defekte erscheinen auch im Ramanspektrum des Graphenoxids. Da die Oxidation in der Regel nur zu einem Funktionalisierungsgrad von ca. ~ 60–70 % führt, befinden sich zwischen den funktionellen Gruppen noch teilweise isolierte bzw. konjugierte Doppelbindungen und aromatische Bereiche. Je nach gewählter Syntheseroute gibt es einen fließenden Übergang von intaktem Graphen mit oxo-Funktionalitäten über zunehmend löchriges Graphen mit oxo-Funktionalitäten bis hin zu einem Material mit fast komplett zerstörtem Kohlenstoffgitter mit huminsäureartiger Struktur.
Theoretische Berechnungen und Experimente zeigen, dass sich die anfänglich homogen verteilten funktionellen Gruppen eines frisch synthetisierten Graphenoxids durch Alterungsprozesse zu sp2 und sp3 dominierten Arealen umlagern. Dieser Prozess wird z. B. durch Säuren beschleunigt.
Graphenoxid als Feststoff kann durch Gefriertrocknung hergestellt werden, besitzt stets jedoch wegen seiner hohen Dichte an polaren funktionellen Gruppen eine geringe Menge an stark gebundenen Wassermolekülen (<10 m%).

## Anwendungen

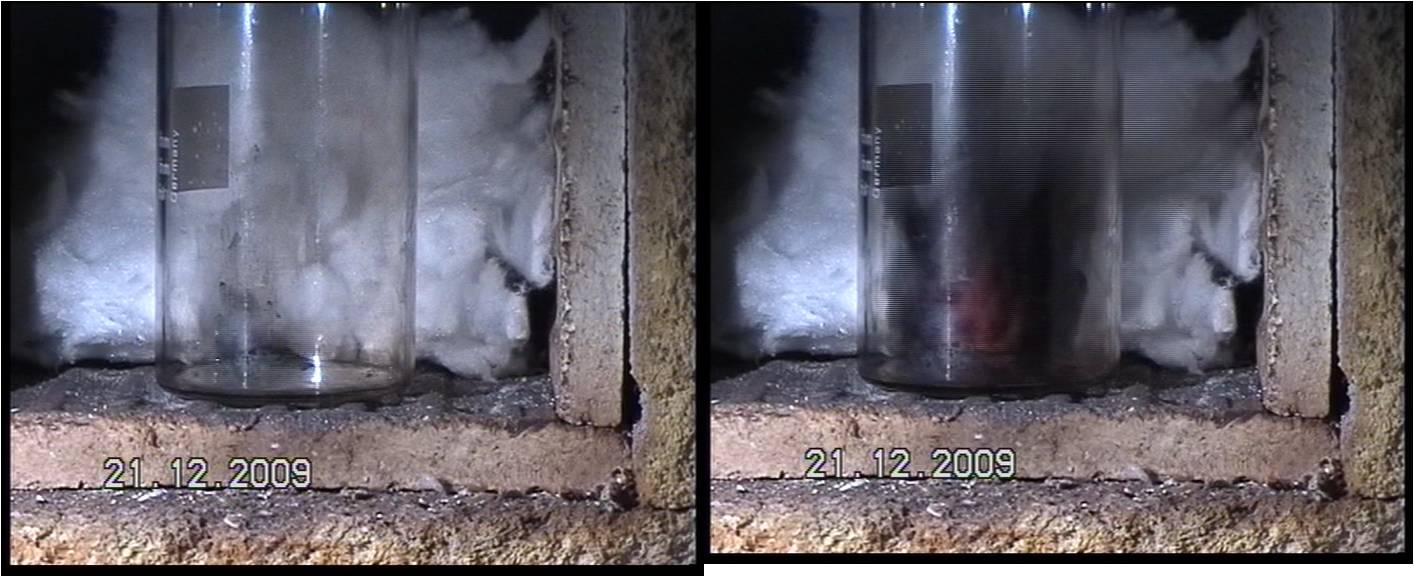
Spaltung (Exfoliation) von Graphitoxid bei hoher Temperatur. Das Probenvolumen erhöht sich dabei auf das Zehnfache und es bildet sich ein Kohlenstoffpulver, das Flocken aus Graphen enthält, deren Schichtdicke nur wenige Moleküllagen beträgt.

### Graphenherstellung
In den 2000er Jahren wurde Graphitoxid als mögliche Vorstufe für die Herstellung von Graphen in großem Maßstab interessant. Aufgrund seiner hydrophilen Eigenschaften löst sich Graphitoxid in Wasser leicht auf, wobei es in mikroskopisch kleine Graphenoxidflocken zerfällt, die meist eine Lage dick sind. Durch chemische Reduktion ist es möglich, eine metastabile Suspension aus Graphenflocken zu erhalten, welche allerdings stark zur Aggregation neigt, dies kann aber durch die vorherige Zugabe von Tensiden weitgehend unterbunden wurden.
Eine partielle bis komplette Reduktion des Graphenoxids kann auf viele unterschiedlich effiziente Weisen erreicht werden. Für eine chemische Reduktion werden hierfür Natriumborhydrid, Glutathion, Ascorbinsäure (Vitamin-C), Hydrazin (24 h bei 100 °C) bzw. oder Iodwasserstoff verwendet. Weiterhin ist eine Reduktion auch durch kurzzeitige, einige Sekunden dauernde Behandlung mit Plasma aus Wasserstoffgas, einem starken Lichtpuls, wie dem eines Xenon-Blitzes oder UV-Strahlung möglich. Die reduzierende Wirkung von UV-Licht kann durch eine Mischung von Aceton und Isopropanol in Wasser (1 % bzw. 2 %) enorm verstärkt werden. Die öfters in der Literatur beschriebene Methode der „Reduktion“ durch die Einwirkung von Natron- bzw. Kalilauge oder Behandlung bei hohen Temperaturen beruht auf einer Disproportionierungsreaktion und der damit einhergehenden partiellen Zerstörung des Kohlenstoffgitters durch CO/CO2-Formation.
Im Vergleich zu den anderen konventionellen Methoden der Graphenherstellung, wie etwa mechanische Exfolierung oder chemische Gasphasenabscheidung (CVD-Prozess), ist die Herstellung im Gramm- bzw. Kilogrammmaßstab ohne weiteres möglich und nicht auf einzelne Kohlenstoff-Filme limitiert.

### Graphenoxidpapier
Wie bei der Papierherstellung können Graphenoxidflocken aus einer wässrigen Dispersion geschöpft werden, wobei ein außerordentlich reißfestes Graphenoxidpapier entsteht.

### Verschwörungstheorien
Ab 2021 tauchten im Umfeld der Verschwörungstheorien um COVID-19 und COVID-Impfungen Berichte auf, denen zufolge Graphenoxid oder auch Graphen Impfstoffen als Adjuvans beigegeben worden sei. Es wurde auch behauptet, Graphenoxid fände als Hilfsstoff oder als antibakterieller Wirkstoff in Medikamenten beispielsweise in der Zahnmedizin Verwendung. Es gab zwar Forschungen zur medizinischen Verwendung von Graphen zum Beispiel an Mäusen, jedoch ist Graphen weder als Wirkstoff noch als Hilfsmittel irgendwo zugelassen. Es wurden sogar Behauptungen verbreitet, denen zufolge löslicher Kaffee mit Graphenoxid versetzt werde mit dem Ziel, die Bevölkerung zu vergiften.

## Chemische Eigenschaften

### Stabilität
Graphenoxid ist ein wenig temperaturbeständiges Material und zersetzt sich schon bei ~100 °C zu Graphen und CO/CO2 mit einer hohen Anzahl von Lochdefekten. Die on-plane funktionellen Gruppen können mittels vieler reduzierend wirkender Stoffe wie z. B. Natriumborhydrid, Glutathion, Ascorbinsäure (Vitamin-C), Hydrazin oder Iodwasserstoff entfernt werden. Die Effizienz, mit der dabei die sauerstoffhaltigen funktionellen Gruppen entfernt werden können, unterscheidet sich teilweise immens und ist nicht immer quantitativ. Viele weitere Methoden wie z. B. durch Wasserstoff-Plasma, starke Lichtpulse oder UV-Strahlung sind ebenso bekannt. Die öfters in der Literatur beschriebene Methode der „Reduktion“ durch die Einwirkung von Natron- bzw. Kalilauge führt ebenso wie eine Behandlung durch hohe Temperaturen (sog. thermally reduced graphene oxide) zu einer partiellen Zerstörung des Kohlenstoffgitters unter Bildung von CO/CO2 während hingegen der andere Teil zu Graphen rearomatisiert. Aus diesem Grund sollte besser von einer thermischen Disproportionierung als einer thermischen Reduktion gesprochen werden.
Das Kohlenstoffgerüst von Graphenoxid ist stabil gegenüber Säuren und den kurzzeitigen Kontakt mit Basen bei niedrigen Temperaturen (HCl, H2SO4, NaOH, KOH). Eine kürzere Kontaktzeit mit Basen von wenigen Stunden bei Raumtemperatur oder über mehrere Stunden bei 4 °C führt schon zu einer messbaren Degradierung. Die Einwirkungen von verdünnten Säuren und Basen können die Art und Anzahl funktioneller Gruppen verändern. Schwefelsäureester, die oft nach der kalten Aufarbeitung von Graphitoxid während der Synthese vorhanden sind, werden durch Säuren und Basen gespalten. Konzentrierte Säuren mit oxidierbaren Anionen (Bsp.: HCl) führen zu einer partiellen Reduktion, starke Basen hingegen führen zu einer scheinbaren Reduktion (genauer: Disproportionierung von GO zu partiell reduziertem GO und: CO/CO2).
Veränderungen des Materials können bei Lagerung unter 10 °C größtenteils unterbunden werden. Dennoch zeigen theoretische Computerberechnungen sowie experimentelle Ergebnisse, dass auch unter diesen Bedingungen funktionelle Gruppen nicht zwangsweise stabil am Kohlenstoffgitter gebunden sind, sondern sich dennoch umlagern können. In der Gegenwart von mehrwertigen Kationen neigt Graphenoxid zur Agglomeration durch Komplexbildung zwischen den einzelnen Graphenoxid-Flocken.

### Funktionalisierung
Eine kovalente Funktionalisierung des Kohlenstoffgitters ist möglich über Arylradikale via Diazoniumsalze. Die Modifikation schon während der Synthese eingeführter Gruppen ist möglich über Reaktionen mit Ammoniak/Aminen, Natriumazid oder Isocyanat.
Eine nicht-kovalente Funktionalisierung ist möglich mit Alkylaminen über elektrostatische Anziehung von negativ geladenen Schwefelsäureestern mit den positiv geladenen Alkylammonium-Ionen, sowie mit oberflächenwirksamen Tensiden (Natriumdodecylsulfat, Natriumdodecylbenzolsulfonat, Natriumcholat, …). Partiell reduziertes Graphenoxid kann mit Hilfe gängiger Tenside (SDS, SDBS, Natriumcholat …) gegenüber Agglomeration stabilisiert werden.

## Physikalische Eigenschaften

### Partikelgröße
Die Größe der einzelnen Graphenoxid-Partikel kann durch Nachbearbeitung mittels Ultraschall, Kugelmühle, Jet-Kavitation etc. gesteuert werden. Je nach verwendeter Graphit-Quelle und Delaminierungstechnik sind Partikelgrößen von 50 nm bis unter 20 nm einfach und relativ schnell herstellbar. Da der Teilchenbruch dem Potenzgesetz folgt, brechen kleinere Partikel langsamer als größere. Weiterhin wurde gezeigt, dass die Bruchrate von Grad und Art der Funktionalisierung abhängt: Einerseits bricht Graphenoxid mit einer höheren Dichte an funktionellen Gruppen unter externem Stress leichter als ein Derivat mit weniger funktionellen Gruppen. Enthält das Graphenoxid schwere Schwefelsäure-Ester als funktionelle Gruppen, so ist die Bruchrate im Vergleich zu einem Graphenoxid mit ausschließlich Hydroxyl- und Peroxid-Gruppen bei gleichem Funktionalisierungsgrad erhöht.

### Dispergierbarkeit
Je nach Synthese und Art und Menge der funktionellen Gruppen ist Graphenoxid in vielen polaren Lösungsmitteln wie Ethanol, Methanol, DMF, NMP, CHP und Wasser dispergierbar. Teilweise ist eine Aggregation zu Multilagen in reinen organischen Lösungsmitteln sichtbar, kann aber durch die Zugabe von geringen Mengen Wasser verhindert werden. Über nicht-kovalente Funktionalisierung – z. B. mit Alkylaminen – ist auch eine gewisse Dispergierbarkeit in weniger polaren Lösungsmitteln wie THF möglich. Graphenoxid wird mit fortschreitender Reduktion – beispielsweise durch Hydrazin oder Natriumborhydrid – zunehmend schlechter dispergierbar in Wasser. Dies kann durch die Zugabe von Tensiden komplett verhindert werden.

### Leitfähigkeit
Graphenoxid ist durch seine geringere Menge an sp2-hybridisierten Kohlenstoff-Atomen ein schlechterer Leiter als Graphen, welches ausschließlich sp2-Kohlenstoffatome besitzt. Lochdefekte haben ebenso wie funktionelle Defekte einen großen Einfluss auf die Leitfähigkeit, da hierdurch das Leitfähigkeit vermittelnde π-System gestört wird. Graphitoxid bzw. Graphenoxid – hergestellt nach der Methode von Hummers und Offeman – verhält sich im Allgemeinen wie ein Isolator und besitzt eine differentielle elektrische Leitfähigkeit von 1–5·10−3 S·cm−1. Legt man jedoch eine Vorspannung von 10 V an, ist es hingegen fast ein Halbleiter. Die Leitfähigkeit von Graphen, welches nach der Reduktion von Graphenoxid mit Hydrazin erhalten wird, ist oft mehr als 3 Größenordnungen höher und liegt im Bereich von 10 S·cm−1. Die Mobilitäten der Elektron-Loch-Paare betragen 0,5–30 cm2·V−1·s−1 für Elektronen und 2–200 cm2·V−1·s−1 für die Defektelektronen. Diese relativ schlechten Werte im Vergleich zu CVD-Graphen (~ 7.000 cm2·V−1·s−1) und mechanisch efoliertem Graphen (~ 10.000 cm2·V−1·s−1) beruhen darauf, dass das hexagonale Kohlenstoffgerüst durch die Oxidation des Graphits zu Graphitoxid, dessen anschließende Exfolierung und Reduktion zu Graphen mit sehr vielen vacancy defects und ausgedehnten Löchern durchsetzt ist sowie gegebenenfalls nicht vollständig defunktionalisiert wurde.
Im Laufe der Zeit wurden nasschemische Darstellungsmethoden von Graphen aus Graphenoxid dahingegen optimiert, sodass diese erheblich größere Werte für die Leitfähigkeit besitzen (~ 250–2.000 cm2/Vs).

### Optische Eigenschaften

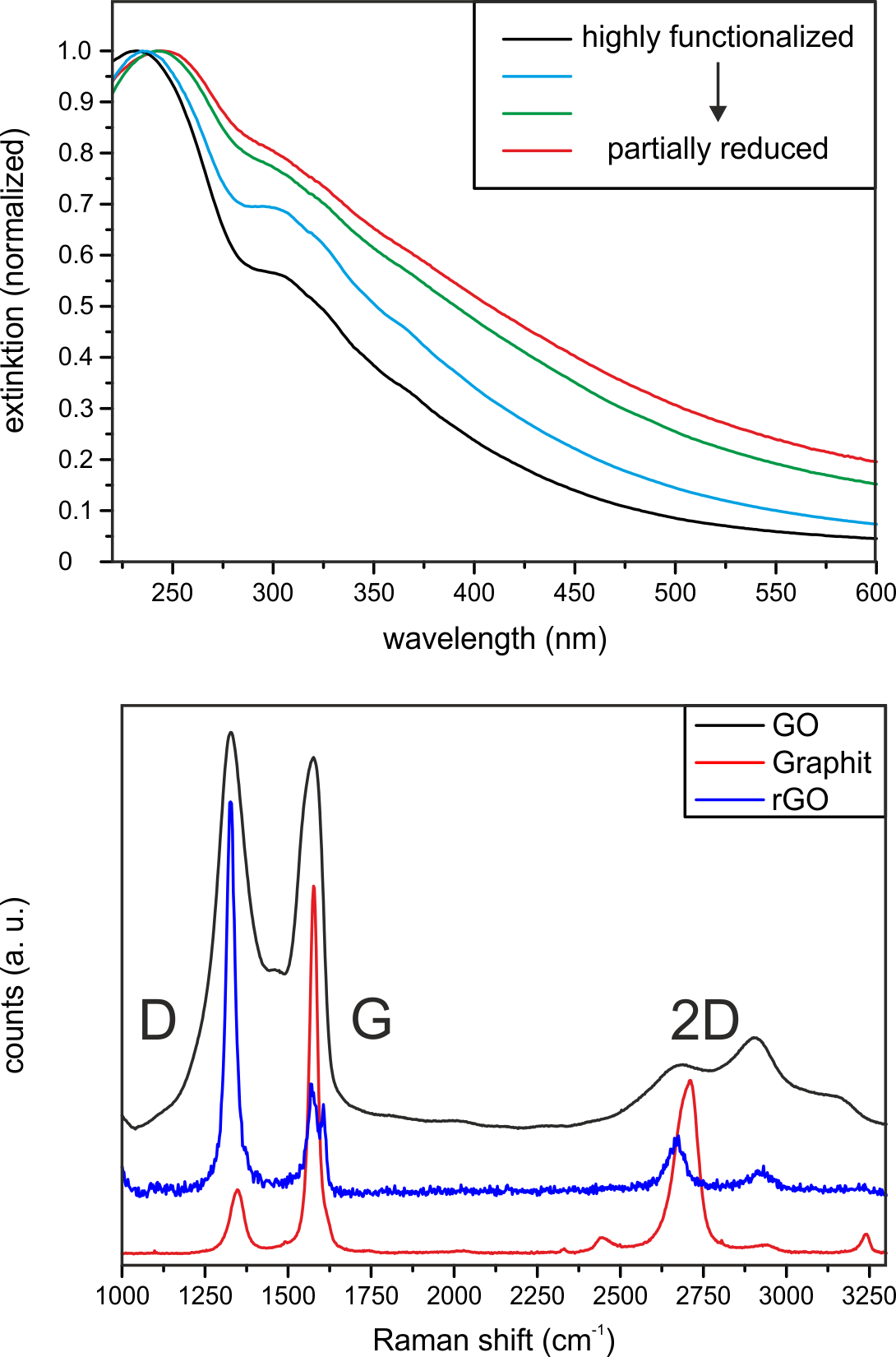
Oben: Normalisiertes UV-vis Spektrum mehrerer Graphenoxid-Derivate mit unterschiedlicher Anzahl an funktionellen Gruppen. Schwarz stellt dabei die am höchsten oxidierte Spezies dar, wohingegen Rot das am niedrigesten funktionalisierte Material ist. Unten: Raman-Spektren von Graphit, Graphenoxid (GO) und Graphen gewonnen aus Graphenoxid (rGO) durch Reduktion in HI/TFA-Atmosphäre. D, G und 2D sind vermerkt.

Das Absorptionsspektrum einer Graphenoxid-Suspension zeigt im Wesentlichen drei variable Bereiche, die sich mit unterschiedlichem Funktionalisierungsgrad verändern: Ein Maximum bei ~235 nm (π→π* Übergang), eine Schulter bei ~300 nm (n→π* Übergang) sowie einen auslaufenden Bereich bei höheren Wellenlängen. Die Position des Maximums kann primär zur schnellen Bestimmung des Grades der Funktionalisierung (sp³-Defekte) herangezogen werden. Eine bathochrome Verschiebung des Maximums sowie das Verschwinden der Schulter und das Ansteigen der Extinktion sind ein Indiz für eine Reduktion des Ausgangsmaterials.
Mittels Raman-Spektroskopie können durch unterschiedliche Techniken functional und vacancy defects sichtbar gemacht werden. Hierbei werden die sogenannte D (Defect), G (Graphite) und 2D-Bande in Verhältnis gesetzt und ausgewertet. Üblicherweise werden Proben des Materials auf SiO2/Si-Oberflächen abgeschieden. Anschließend werden diese mit einem monochromatischen Laserstrahl beschossen und die Stokes bzw. Anti-Stokes Streuung gemessen. Perfektes Graphen besitzt idealerweise keine D-Bande, eine dünne G-Bande sowie eine 2D-Bande mit ~1,5-facher Intensität. Mit zunehmender Anzahl an strukturellen Defekten nimmt die Intensität der D-Bande bis zu einem maximalen ID/IG-Verhältnis zu und danach mit fortschreitenden Funktionalisierung wieder ab. Der Maximalwert hängt hierbei von der Anregungswellenlänge des verwendeten Lasers ab. Ebenso nimmt mit zunehmender Defektdichte das Verhältnis I2D/IG stark ab. Zusätzlich gilt pauschal, dass die Halbwertsbreite jeder Bande mit zunehmender Anzahl an Defekten zunimmt. Graphenoxid mit einem hohen Funktionalisierungsgrad (30–70 %) besitzt ein ID/IG-Verhältnis von ~1,0–1,2 (Laser: 532 nm), welches mit abnehmender Anzahl von funktionellen Gruppen (partielle Reduktion) bis zu einem Maximalwert ansteigt.